# Траунштейнера
Траунштейнера (лат. Traunsteinera) — род растений семейства Орхидные (Orchidaceae), распространённый в Европе, на северо-востоке Турции и на Кавказе.
Род назван Людвигом Рейхенбахом в честь аптекаря Йозефа Траунштейнера (нем. Joseph Traunsteiner, 1798—1850), изучавшего флору северо-восточного Тироля.

## Ботаническое описание
Многолетние клубнеобразующие травы с прямостоячими облиственными цветоносными побегами. Ежегодно замещающиеся клубни (стеблекорневые тубероиды) цельные, короткоцилиндрические или яйцевидные. Цветоносный побег в основании покрыт 2—4 буроватыми пленчатыми чешуями; в нижней половине с 2—3 ланцетными или узкоэллиптическими, нормально развитыми, на верхушке коротко заостренными, сидячими листьями; верхние стеблевые листья уменьшенные, прицветниковидные, заостренные, с длинным пленчатым влагалищем.
Соцветие — густой, конический или короткоцилиндрический, почти головчатый, многоцветковый колос. Прицветники узколанцетные, клиновидные, травянистые, зеленые, фиолетовые по краю или целиком фиолетовоокрашенные. Цветки белые или лиловато-розовые. Листочки наружного круга околоцветника в начале цветения сближенные, затем расходящиеся, узкояйцевидные или широколанцетные, в верхней половине оттянутые, на верхушке слегка лопатчато расширенные и утолщенные; листочки внутреннего круга околоцветника немного короче листочков наружного круга, сходные с ними по форме. Губа в очертании ромбическая, глубокотрехлопастная, в основании продолженная в короткий, тонкий, конический, туповатый шпорец, не превышающий половины длины завязи. Колонка очень короткая, широкая, 1,2—1,4 мм длиной, 0,9—1,1 мм шириной. Стаминодии (аурикулы) отсутствуют. Пыльник верхушечный, прямостоячий, обратнояйцевидный, с параллельными гнездами. Клювик маленький, треугольный, расположенный между основаниями гнезд пыльника. Рыльце вогнутое, расположенное на колонке спереди под пыльником. Поллинии при основании разделенные на 2 продольные доли, с небольшими каудикулами, заканчивающимися маленькими овальными прилипальцами, частично скрытыми общим двухкамерным кармашком, лежащим в основании пыльника. Пыльцевые зерна образуют широко- или узкопирамидальные полиады; отдельные пыльцевые зерна безапертурные; скульптура экзины почти равномерно сетчатая, ячеи сетки угловато-округлые. Завязь сидячая, скрученная. Плоды — эллипсовидные сухие коробочки, косо вверх направленные.

## Виды
Род представлен 2 викарными видами:
- Traunsteinera globosa (L.) Rchb. (1842) typus — Траунштейнера шаровидная, встречается отдельно в горных областях Центральной и Южной Европы;
- Traunsteinera sphaerica (M.Bieb.) Schltr. (1928) — Траунштейнера сферическая, встречается отдельно в Западной Азии (северо-восток Турции), Восточном и Южном Закавказье;

областями симпатрического произрастания видов являются Большой Кавказ, Западное и Центральное Закавказье.